# Cour-et-Buis
Cour-et-Buis är en kommun i departementet Isère i regionen Auvergne-Rhône-Alpes i sydöstra Frankrike. Kommunen ligger i kantonen Beaurepaire som tillhör arrondissementet Vienne. År 2022 hade Cour-et-Buis 926 invånare.

## Befolkningsutveckling
Antalet invånare i kommunen Cour-et-Buis
Referens:INSEE